# فرودی (مخابرات)

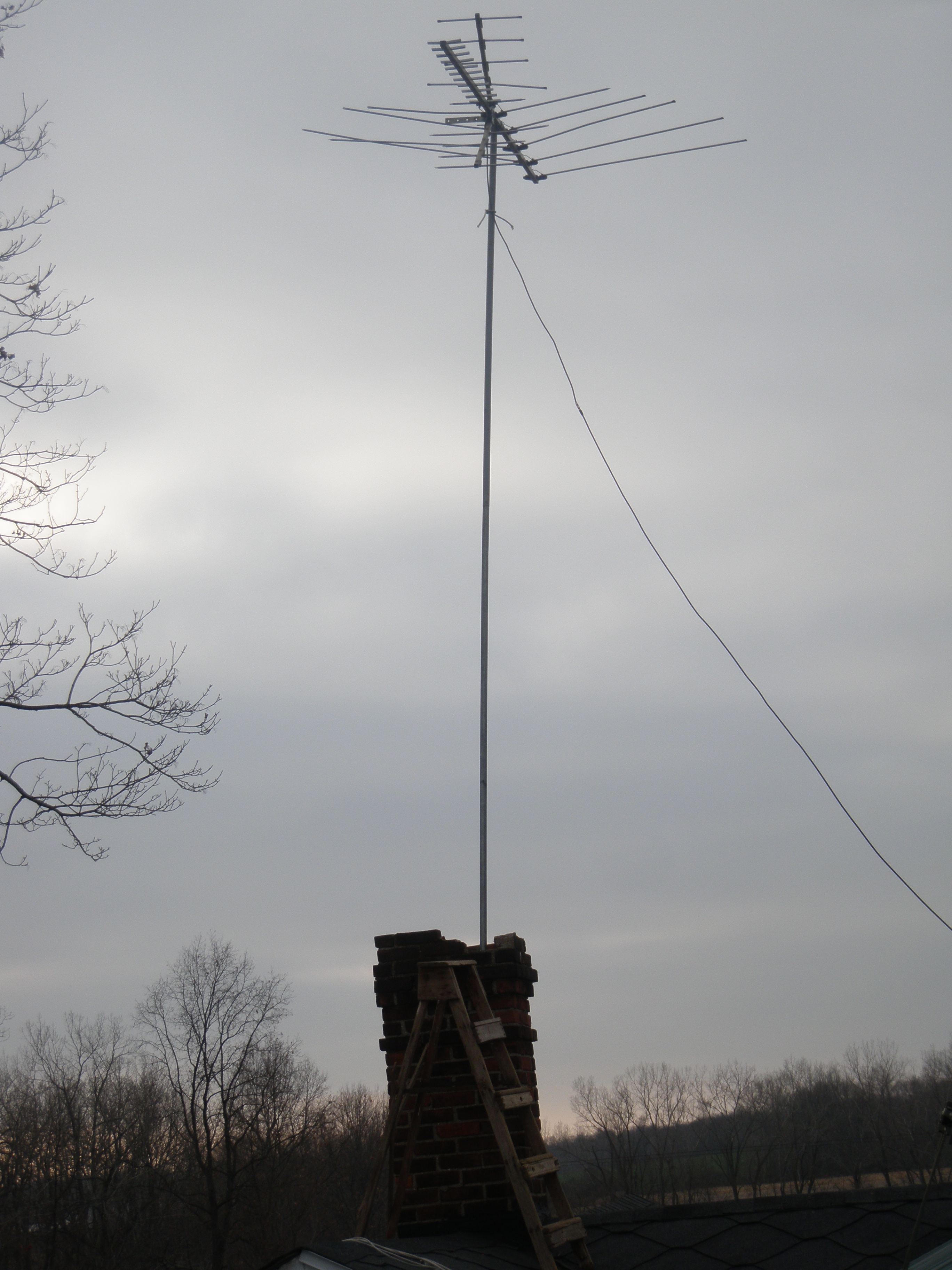
یک آنتن تلویزیونی که در سمت راست یک سَرزیر بلند قابل مشاهده است

در یک شبکه مخابراتی، یک فرودی (به انگلیسی: drop) یا نازل بخشی از یک دستگاه است که مستقیماً به تأسیسات ایستگاه داخلی متصل است، مانند یک بُردسوئیچ تلفن، به سمت یک مرکز راه‌گزینی، یا به سمت یک مرکز تلفن. یک فرودی همچنین می‌تواند سیم یا کابلی از یک قطب یا پایانه کابل به یک ساختمان باشد، در این صورت ممکن است به‌عنوان سَرزیر (به انگلیسی: downlead) یا نزولی نامیده شود. این کابل‌ها ممکن است برای مقاومت در برابر کشش (به دلیل گرانش و آب و هوا) یک فرودی هوایی (یعنی آویزان شدن در هوا) تقویت شوند، مانند کابل کواکسیال RG-6 نوع «پیامرسان» که با یک سیم پیامرسان فولادی در امتداد طول خود تقویت‌شده است.